# Cuidado con el ángel (1959)
Cuidado con el ángel é uma telenovela mexicana, produzida pela Televisa e a Colgate-Palmolive, cuja exibição ocorreu em 1959 pelo Telesistema Mexicano.

## Sinopse
Esta é a história de Alma, linda e aparentemente gentil que na verdade é má, ela arranca tudo da amiga, mas tem um final trágico.

## Elenco
- Amparo Rivelles - Alma
- Guillermo Aguilar - Ernesto
- Ofelia Guilmáin - Amália
- Héctor Gómez - Martin
- Rosenda Monteros
- Arcelia Larrañaga
- Anita Blanch

## Curiosidades
O título desta novela também foi  a mesma de outra novela em 2008, estrelado por Maite Perroni e William Levy embora a história não seja a mesma.